# 에이지 오브 엠파이어: 더 에이지 오브 킹스
《에이지 오브 엠파이어: 더 에이지 오브 킹스》(Age of Empires: The Age of Kings)는 백본 엔터테인먼트에서 개발하고 마제스코 엔터테인먼트에서 닌텐도 DS 전용으로 출시한 턴제 전략 시뮬레이션 게임이다.